# Falkwiller
Falkwiller je občina v departmaju Haut-Rhin francoske regije Alzacija.
Leta 1990 je v občini živelo 174 oseb oz. 49 oseb/km².